# Гончаровка (Гомельская область)
Гончаровка (бел. Ганчароўка) (до 1973 года Гончаров Подел) — деревня в Вышемирском сельсовете Речицкого района Гомельской области Белоруссии.

## География

### Расположение
В 40 км на юг от районного центра и железнодорожной станции Речица (на линии Гомель — Калинковичи), 90 км от Гомеля.

## Транспортная сеть
Транспортные связи по просёлочной, затем автомобильной дороге Лоев — Речица. Планировка состоит из короткой меридиональной улицы, к которой на юге и севере присоединяются короткие прямолинейные, широтной ориентации улицы. Застройка деревянная усадебного типа.

## История
Обнаруженный около деревни и исследованный археологами курганный могильник свидетельствует о заселении этих мест с давних времён. По письменным источникам известна с XIX века как селение в Холмечской волости Речицкого уезда Минской губернии.
С 8 декабря 1926 года до 30 декабря 1927 года центр Гончаровоподельского сельсовета Холмечского, с 4 августа 1927 года Речицкого районов Речицкого с 9 июня 1927 года Гомельского округов. В 1931 году организован колхоз, работала кузница. Во время Великой Отечественной войны в июне 1943 года оккупанты полностью сожгли деревню и убили 3 жителей. В ноябре 1943 года в боях за освобождение деревень Кузьминка и Гончаров Подел погибли 273 советских солдата (похоронены в братской могиле в центре деревни). 20 жителей погибли на фронте. В 1983 году в деревню переселились жители хутора Бережистое. В составе колхоза имени XXII съезда КПСС (центр — деревня Вышемир).

## Население

### Численность
- 2004 год — 23 хозяйства, 71 житель.

### Динамика
- 1908 год — 30 дворов, 102 жителя.
- 1940 год — 80 дворов, 320 жителей.
- 1959 год — 208 жителей (согласно переписи).
- 2004 год — 23 хозяйства, 71 житель.